# Acoma mimica
Acoma mimica är en skalbaggsart som beskrevs av Henry Fuller Howden 1962. Acoma mimica ingår i släktet Acoma och familjen Pleocomidae. Inga underarter finns listade i Catalogue of Life.